# Administración de Seguridad Agraria
La Farm Security Administration (FSA) fue una agencia estadounidense dentro de la política del New Deal fundada en 1937 para combatir la pobreza rural durante la Gran Depresión en Estados Unidos. Le precedió la Administración de Reasentamiento (1935-1937).
La FSA es famosa por su programa de fotografía de 1935 a 1944, que retrataba la pobreza rural. Las fotografías de la Colección de Fotografías de la Administración de Seguridad Agraria/Oficina de Información de Guerra (FSA/OWI) constituyen un extenso registro de la vida estadounidense entre 1935 y 1944. Este proyecto de fotografía estuvo dirigido durante la mayor parte de su existencia por Roy Stryker, quien guio el esfuerzo en una sucesión de agencias gubernamentales: la Administración de Reasentamiento (1935-1937), la Administración de Seguridad Agraria (1937-1942) y la Oficina de Información de guerra (1942-1944). La colección también incluye fotografías adquiridas de otras fuentes, como la Oficina de Noticias de las Oficinas de Manejo de Emergencias (OEM), el ejército y corporaciones industriales.
En total, la parte en blanco y negro de la colección consta de alrededor de 175.000 negativos.. Las transparencias en color también realizadas por FSA/OWI están disponibles en una sección separada del catálogo.
El Farm Bureau y otros se opusieron a la FSA como un experimento de colectivización de la agricultura. Después de que la coalición conservadora tomó el control del Congreso, transformó la FSA en un programa para ayudar a los agricultores pobres a comprar tierras, y ese programa continúa funcionando en el siglo XXI como Farmers Home Administration.

## Orígenes

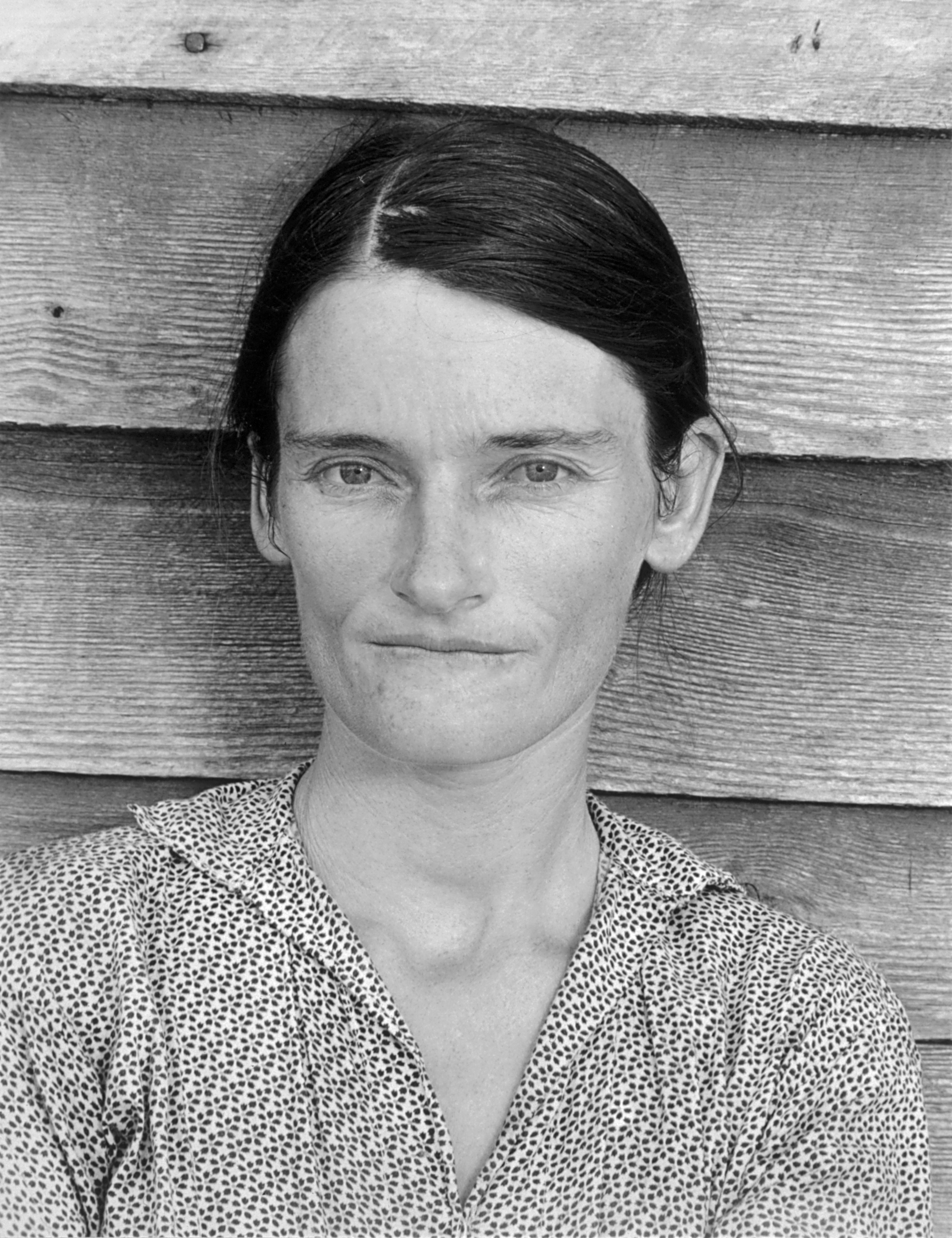
Walker Evans retrato de Allie Mae Burroughs (1936)

Los proyectos que se combinaron en 1935 para formar la Administración de Reasentamiento (RA) comenzaron en 1933 como una serie de programas de la Administración Federal de Ayuda de Emergencia. La RA estaba encabezada por Rexford Tugwell, asesor económico del presidente Franklin D. Roosevelt. Sin embargo, el objetivo de Tugwell de trasladar a 650.000 personas a tierras agotadas era impopular en el Congreso. Este objetivo parecía socialista para algunos y amenazaba con privar a los poderosos propietarios agrícolas de su mano de obra. Por lo tanto, la RA sólo pudo reubicar a unos pocos miles de personas y construir varias ciudades con cinturones verdes, admiradas como modelos para un futuro cooperativo que nunca llegó.
El objetivo principal de la RA era construir campos de ayuda en California para trabajadores migratorios, especialmente refugiados del Dust Bowl del suroeste azotado por la sequía. La RA logró construir 95 campamentos, pero las 75.000 personas que se beneficiaron de estos campamentos eran una pequeña proporción de los necesitados y sólo podían quedarse temporalmente. Después de enfrentarse a críticas por su gestión de la RA, Tugwell dimitió en 1936.  El 1 de enero de 1937, con la esperanza de hacer que la RA fuera más eficaz, la RA fue transferida al Departamento de Agricultura.
En julio de 1937  el Congreso aprobó la Ley de inquilinos agrícolas Bankhead-Jones. Esta ley autorizó un modesto programa de crédito para ayudar a los agricultores arrendatarios a comprar tierras y fue la culminación de un largo esfuerzo para asegurar una legislación que los beneficiara. Tras la aprobación de la ley, el Congreso aprobó la Ley de Seguridad Agraria que transformó oficialmente la RA en la Administración de Seguridad Agraria (FSA).

## Ayudas
Una de las actividades realizadas fue la compra de pequeñas explotaciones que no eran económicamente viables y la creación de granjas para grupos de agricultores bajo la dirección de expertos gubernamentales.  No se les permitió comprar sus granjas por temor a volver a caer en prácticas ineficientes.
El Dust Bowl en las Grandes Llanuras desplazó a miles de agricultores arrendatarios, aparceros y trabajadores, muchos de los cuales se trasladaron a California. La FSA operó campamentos para ellos, como Weedpatch Camp, como se muestra en Las uvas de la ira. La RA y la FSA prestaron ayuda educativa a 455.000 familias de agricultores durante el período 1936-1943.
La FSA también fue una de las autoridades que administró los esfuerzos de ayuda en las Islas Vírgenes de los Estados Unidos y Puerto Rico durante la Gran Depresión.

### FSA y su contribución a la sociedad
El género de la fotografía documental describe fotografías que funcionarían como una cápsula del tiempo para evidencia en el futuro o un método determinado que una persona puede usar como marco de referencia.  El lema de la FSA era simplemente, como insiste Beaumont Newhall, "no informarnos, sino conmovernos". La fotografía de la FSA ha sido influyente por su punto de vista realista, y porque funciona como un marco de referencia y una herramienta educativa para las generaciones posteriores.

### Programa de fotografía
De 1935 a 1944. Se contrataron fotógrafos y escritores para informar y documentar la difícil situación de los agricultores pobres. La División de Información (ID) de la FSA era responsable de proporcionar materiales educativos e información de prensa al público. Bajo Roy Stryker, la FSA adoptó el objetivo de "presentar Estados Unidos a los estadounidenses". Muchos de los fotógrafos más famosos de la época de la Depresión fueron apoyados por el proyecto FSA. Walker Evans, Dorothea Lange y Gordon Parks fueron tres de los alumnos más famosos de la FSA. El FSA también fue citado en la novela autobiográfica de Gordon Parks, A Choice of Weapons.
Las fotografías de la FSA reflejaron ampliamente la vida de los afroamericanos. Estas imágenes fueron ampliamente difundidas a través de la colección Twelve Million Black Voices, publicada en octubre de 1941, que combinaba fotografías de la FSA seleccionadas por Edwin Rosskam y texto del autor y poeta Richard Wright.

### Fotógrafos
Quince fotógrafos producirían la mayor parte del trabajo de este proyecto (ordenados por año de contratación): Arthur Rothstein (1935), Theodor Jung (1935), Ben Shahn (1935), Walker Evans (1935), Dorothea Lange (1935), Carl Mydans (1935), Russell Lee (1936), Marion Post Wolcott (1936)), John Vachon (1936, los encargos fotográficos comenzaron en 1938), Jack Delano (1940), John Collier (1941), Marjory Collins (1941), Louise Rosskam (1941), Gordon Parks (1942) y Esther Bubley (1942).
Fotógrafos como Howard R. Hollem, Alfred T. Palmer, Arthur Siegel y el jefe de fotógrafos de OWI, John Rous, trabajaban en OWI antes de la reorganización de la FSA allí. Como resultado de que ambos equipos pertenecen al mismo nombre de unidad, estos otros individuos a veces se asocian con las imágenes de la vida estadounidense de antes de la guerra de RA-FSA. Aunque en conjunto se les atribuyen miles de imágenes de la Biblioteca del Congreso, las asignaciones de giro positivo ordenadas por militares, como estas cuatro recibidas a partir de 1942, deben considerarse por separado de las imágenes de antes de la guerra, desencadenadas por la depresión. 

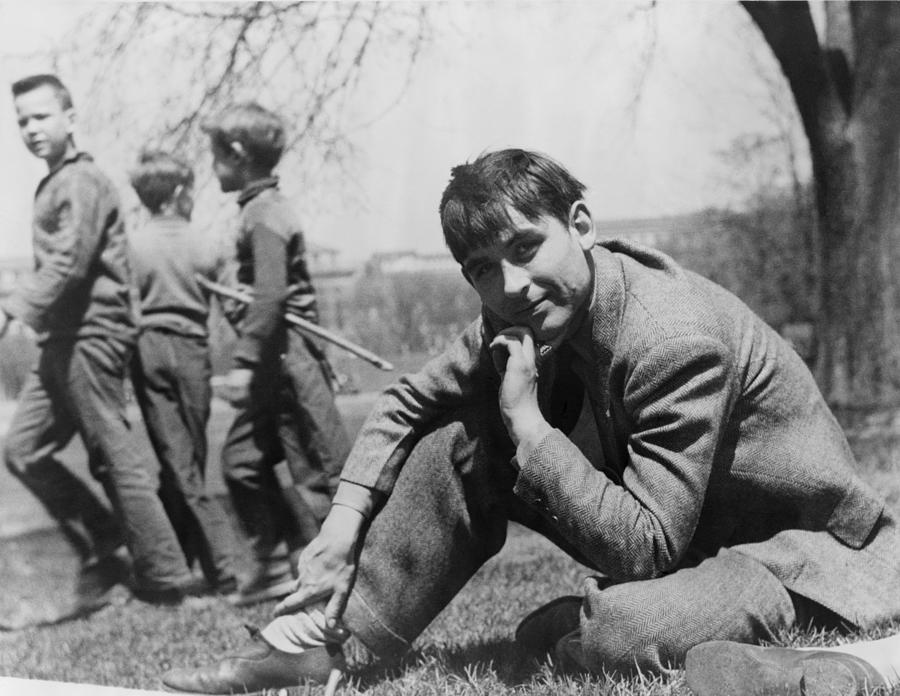
John Collier Jr.
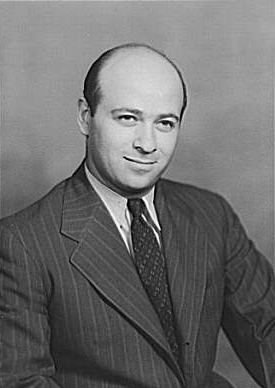
Jack Delano
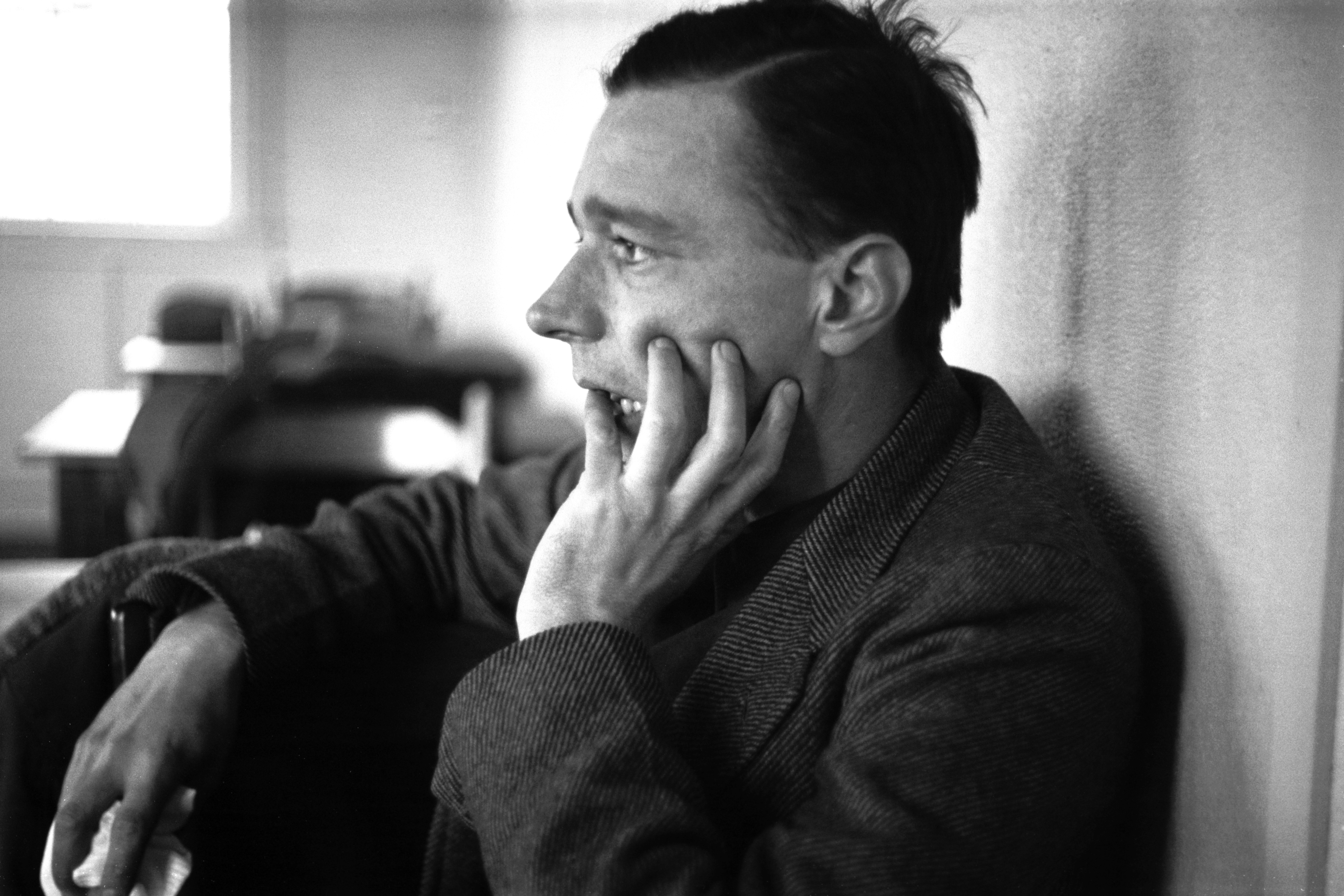
Walker Evans
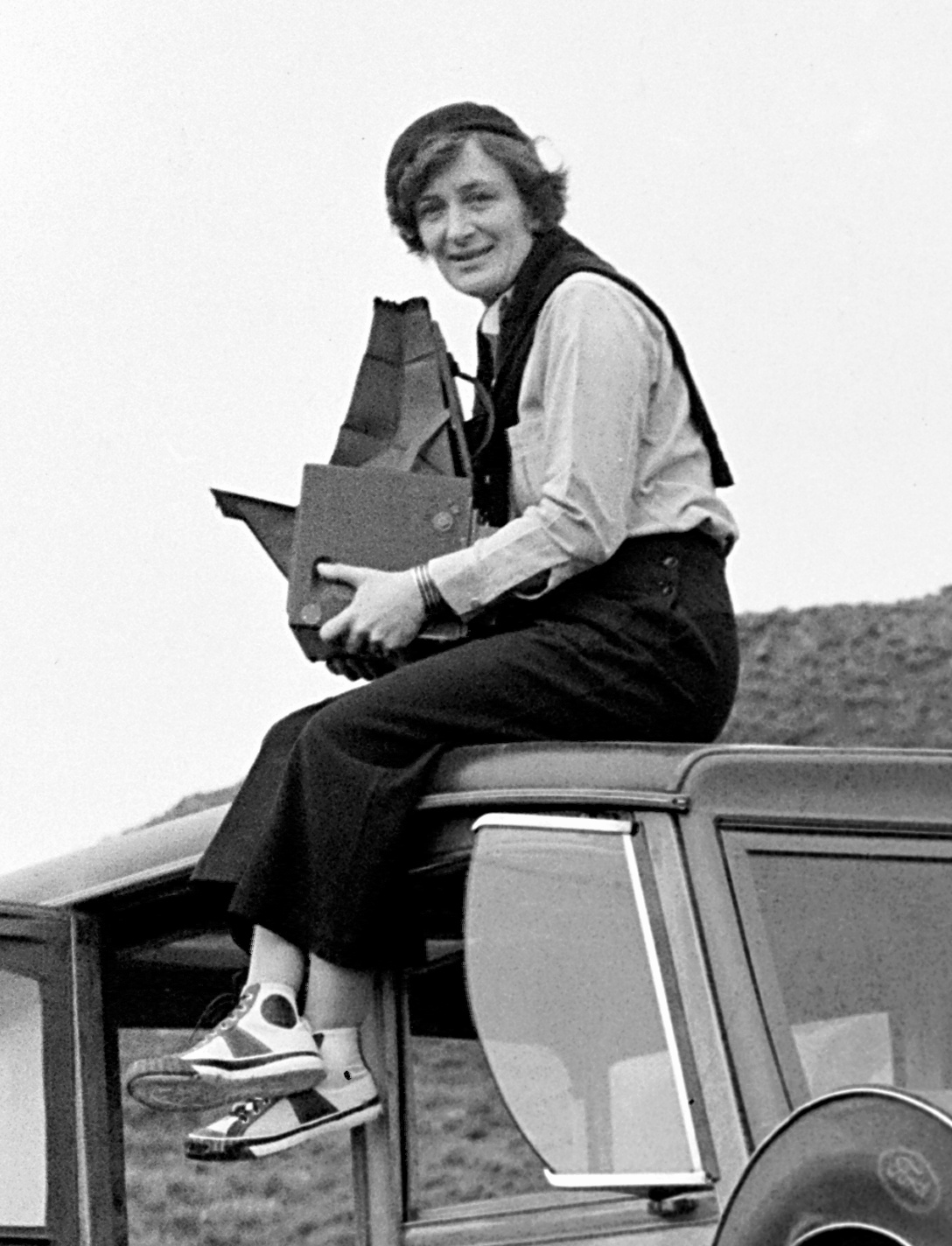
Dorothea Lange
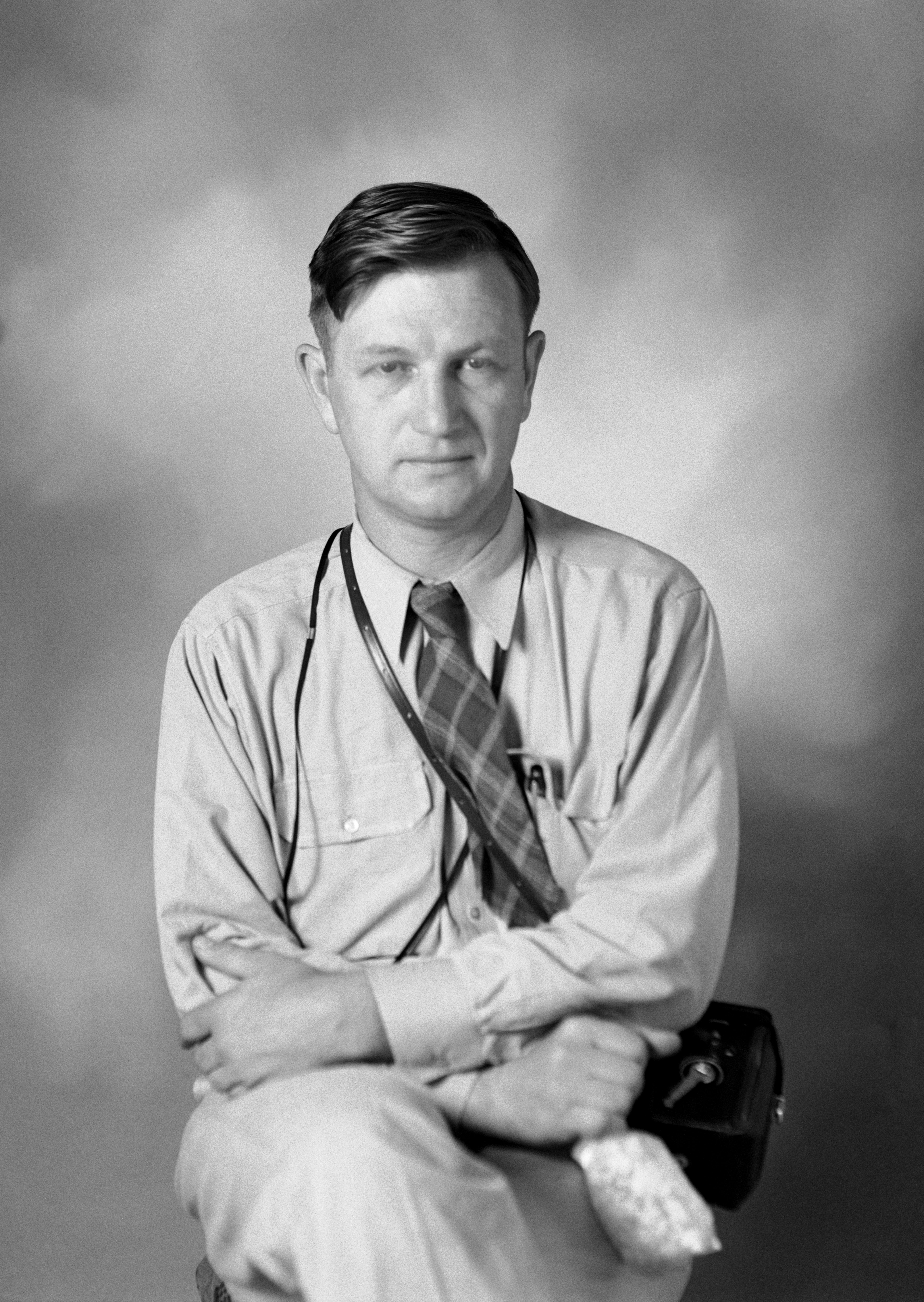
Russell Lee
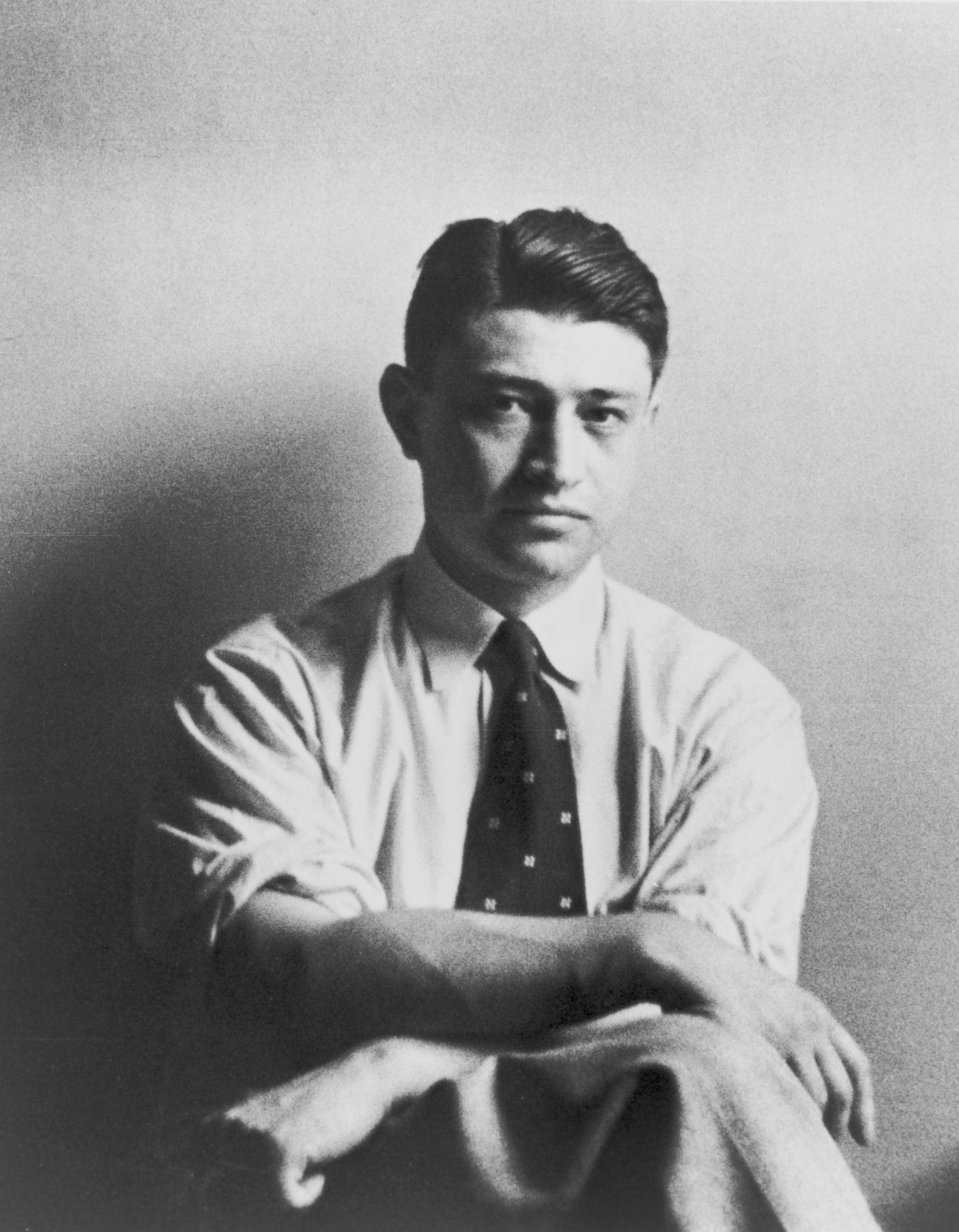
Carl Mydans
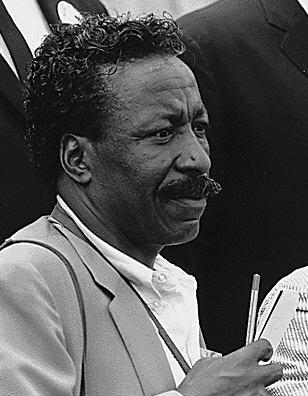
Gordon Parks
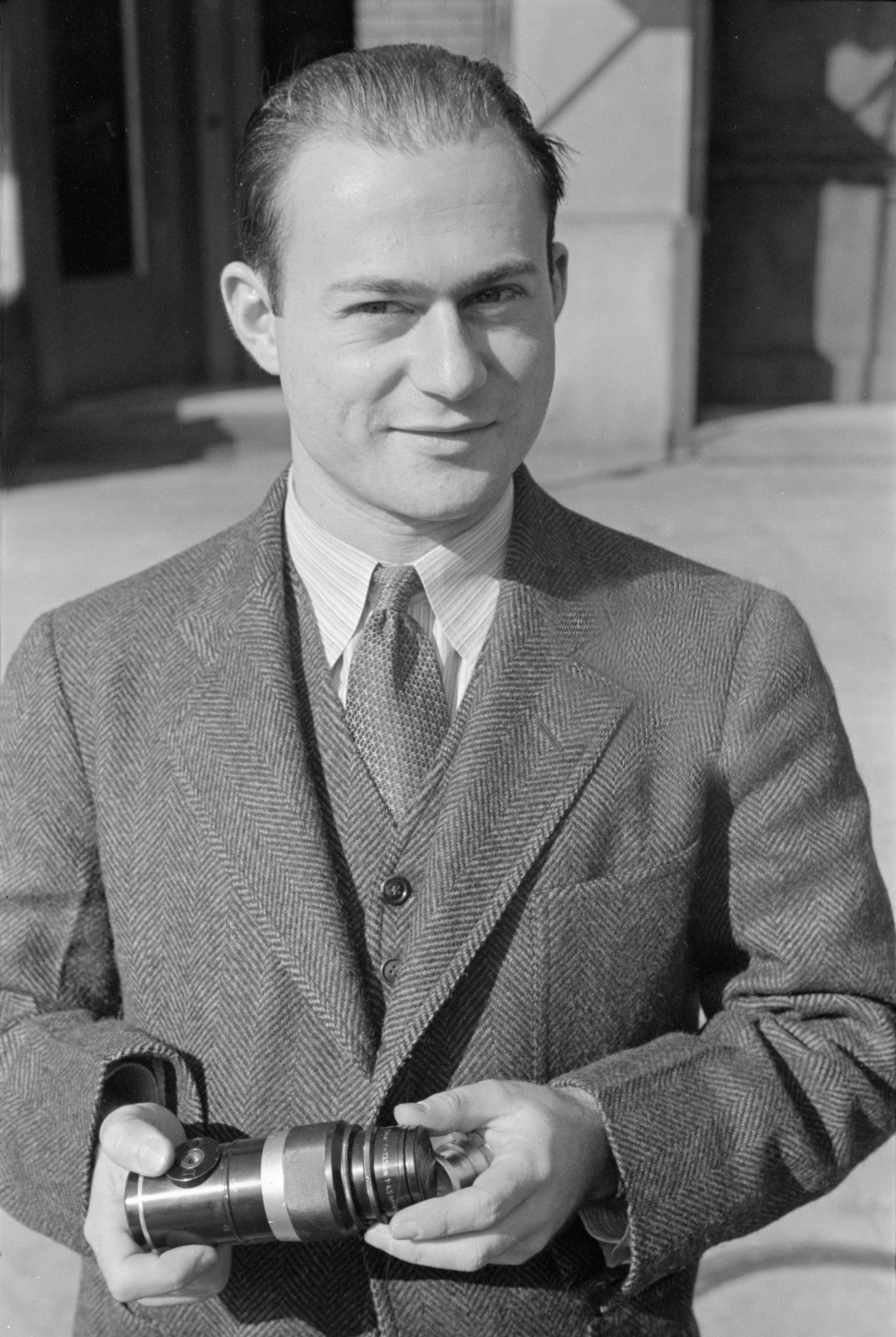
Arthur Rothstein
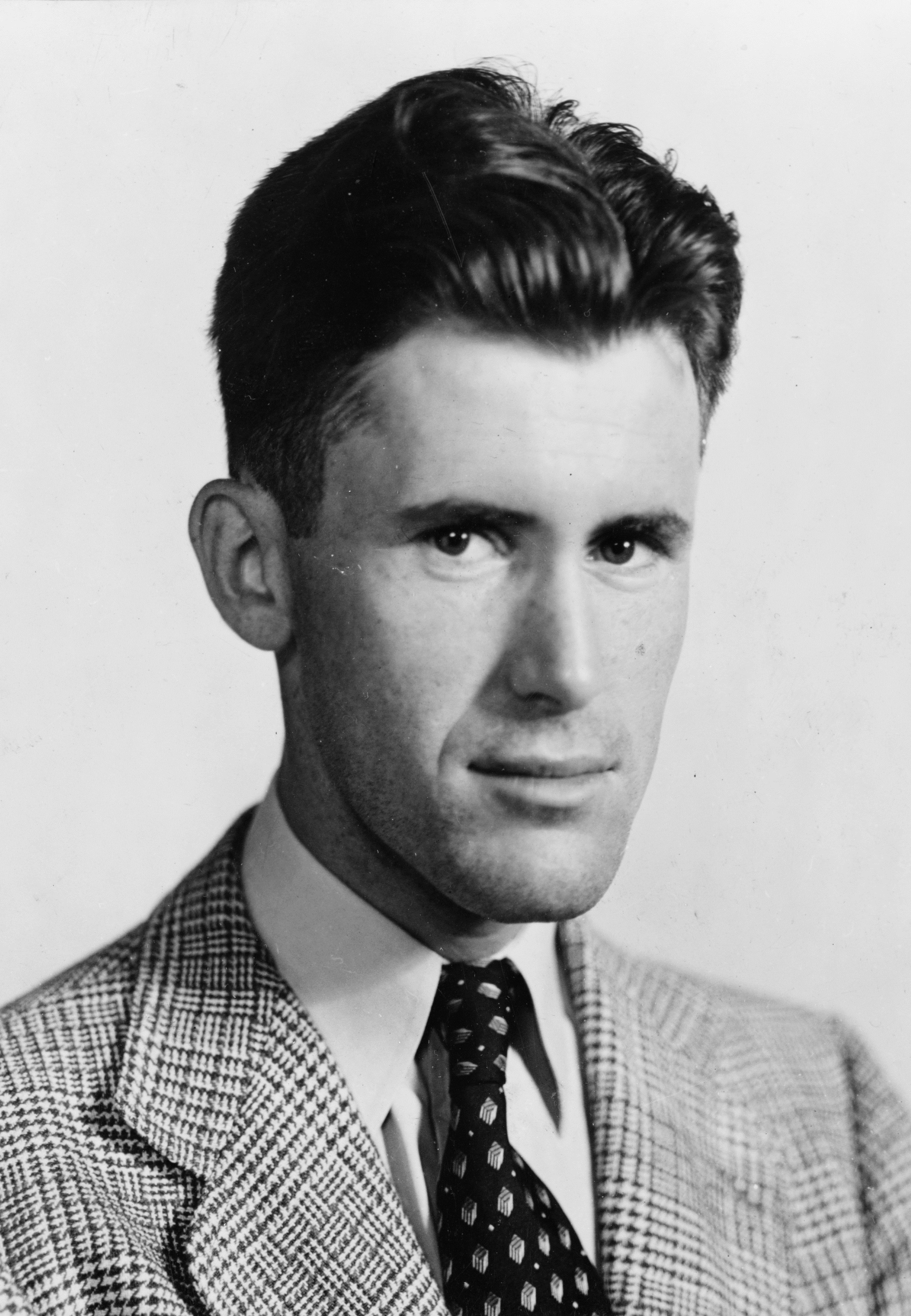
John Vachon
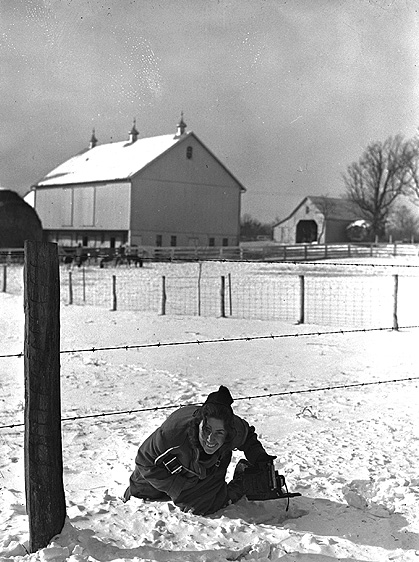
Marion Post Wolcott

Las imágenes de estos 15 fotógrafos se consideran un "tesoro nacional" en los Estados Unidos, por lo que este proyecto se considera una obra de arte. 

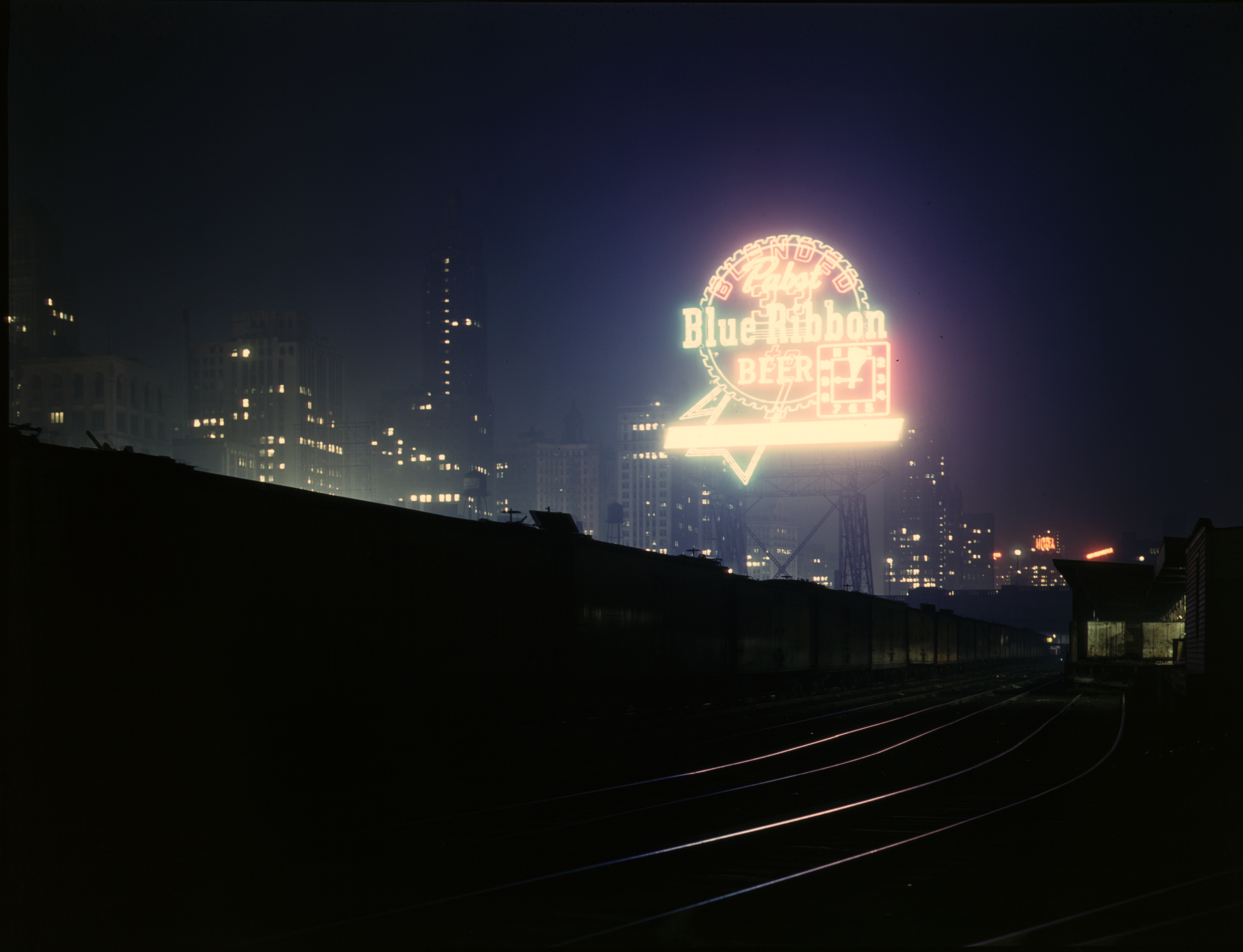
Fotografía de los patios ferroviarios de Chicago por Jack Delano, alrededor de 1943

Junto con Las uvas de la ira de John Steinbeck  y textos documentales (por ejemplo Let Us Now Praise Famous Men de Walker Evans y James Agee), el proyecto fotográfico de la FSA es el principal responsable de crear la imagen del Depresión en los Estados Unidos. Muchas de las imágenes aparecieron en revistas populares. La agenda de se centró en su fe en la ingeniería social, las malas condiciones entre los arrendatarios de algodón y las paupérrimas condiciones entre los trabajadores agrícolas migrantes. Stryker exigió fotografías que "relacionaran a las personas con la tierra y viceversa" porque estas fotografías reforzaban la posición de la RA de que la pobreza podía controlarse "cambiando las prácticas territoriales". Aunque Stryker les envió listas de temas deseables, por ejemplo, "iglesia", "día de la corte" y "graneros". Stryker buscó fotografías de trabajadores migratorios que contaran una historia sobre cómo vivían el día a día. Le pidió a Dorothea Lange que hiciera hincapié en cocinar, dormir, orar y socializar. RA-FSA realizó 250.000 imágenes de la pobreza rural. Menos de la mitad de esas imágenes sobreviven y se encuentran en la División de Impresiones y Fotografías de la Biblioteca del Congreso. La biblioteca ha colocado en línea los 164.000 negativos revelados.

## Películas documentales
La RA también financió dos documentales de Pare Lorentz : The Plough That Broke the Plains, sobre la creación del Dust Bowl, y The River, sobre la importancia del río Misisipi. Las películas fueron seleccionadas para su conservación en el Registro Nacional de Películas.

## Actividades de la Segunda Guerra Mundial
Durante la Segunda Guerra Mundial, la FSA fue asignada para trabajar bajo la Administración de Control Civil en Tiempos de Guerra, una subagencia de la Autoridad de Reubicación de Guerra. Estas agencias fueron responsables de reubicar a los estadounidenses de origen japonés desde sus hogares en la costa oeste a campos de internamiento. A partir de marzo de 1942, fueron responsables de transferir las granjas de propiedad y operadas por japoneses estadounidenses. Se les dio el mandato de garantizar una compensación justa para los estadounidenses de origen japonés y de mantener el uso correcto de las tierras agrícolas.

## Reformadores derrocados; Administración de viviendas de agricultores
A finales de 1942, Roosevelt trasladó los programas de vivienda a la Agencia Nacional de Vivienda y, en 1943, el Congreso redujo en gran medida las actividades de la FSA. La unidad fotográfica estuvo incorporada a la Oficina de Información de Guerra durante un año y luego se disolvió. Finalmente, en 1946, todos los reformadores sociales se habían ido y la FSA fue reemplazada por una nueva agencia, la Farmers Home Administration. Se convirtió en parte de la guerra contra la pobreza de Lyndon Johnson en la década de 1960, con un presupuesto muy ampliado para facilitar préstamos a familias y cooperativas rurales de bajos ingresos.

## Otras lecturas

### Ayuda
- Sidney Baldwin, Pobreza y política: el ascenso y el declive de la Administración de Seguridad Agraria. Chapel Hill, Carolina del Norte: Prensa de la Universidad de Carolina del Norte, 1968
- Greta De Jong, "'Con la ayuda de Dios y la FSA': el sindicato de agricultores de Luisiana y la lucha por la libertad afroamericana en la era del New Deal" Revista de Historia Social, vol. 34, 2000
- Michael Johnston Grant, "Afuera y fuera de la granja familiar: rehabilitación rural en las grandes llanuras, 1929-1945". Lincoln, NE: Prensa de la Universidad de Nebraska, 2002
- Lewis Meriam, Ayuda y Seguridad Social (Brookings Institution. 1946) págs. 271–325. edición en línea
- Charles Kenneth Roberts, Administración de Seguridad Agraria y Rehabilitación Rural en el Sur. Knoxville, TN: Prensa de la Universidad de Tennessee, 2015
- Theodore Saloutos, El granjero americano y el New Deal. Ames, IA: Prensa de la Universidad Estatal de Iowa, 1982
- Bernard Sternsher, Rexford Tugwell y el New Deal Rutgers University Press. 1964
- James T. Young, "Orígenes de la política agrícola del New Deal: papel de los grupos de interés en la formación de políticas". Archived  </link> Revista de estudios políticos. 21#2 1993. págs. 190+.

### Fotografía
- Maurice Berger, "FSA: The Illiterate Eye", en Berger, Cómo el arte se convierte en historia, HarperCollins, 1992
- Laurence Cossu-Beaumont, Doce millones de voces negras: escuchemos ahora las voces negras, Transatlantica (2) 2014doi 10.4000/transatlantica.7232
- Pete Daniel, et al., Imágenes oficiales: New Deal Photography Smithsonian Institution Press, 1987
- Cara A. Finnegan, Imaginando la pobreza: cultura impresa y fotografías de la FSA Smithsonian Books, 2003
- Andrea Fisher, Elogiemos ahora a las mujeres famosas Pandora Press, 1987
- Carl Fleischhauer y Beverly W. Brannan, eds. , Documentando América, 1935–1943 University of California Press, 1988.
- David A. Gray, "Nuevos usos de fotografías antiguas: renovación de fotografías de la FSA en carteles de la Segunda Guerra Mundial", American Studies, 47: 3/4 (otoño/invierno de 2006)
- James Guimond, La fotografía americana y el sueño americano (1991), cap. 4: "Las señales de tiempos difíciles"
- Jack Hurley, Retrato de una década: Roy Stryker y el desarrollo de la fotografía documental en los años treinta Louisiana State University Press, 1972
- Andrew Kelly, Kentucky por diseño: las artes decorativas y la cultura estadounidense. Lexington: Prensa de la Universidad de Kentucky. 2015.ISBN 978-0-8131-5567-8
- Michael Leicht, Wie Katie Tingle sich weigerte, ordentlich zu posieren und Walker Evans darüber nicht grollte, Bielefeld: transcripción 2006
- Dorothea Lange y Paul Schuster Taylor, Un éxodo americano: un registro de la erosión humana (1939); segunda edición revisada, Yale University Press, 1969.
- Nicholas Natanson, La imagen negra en el New Deal: la política de la fotografía de la FSA University of Tennessee Press, 1992
- Roy Stryker y Nancy Wood, En esta tierra orgullosa: Estados Unidos 1935-1943 como se ve en las fotografías de la FSA, Secker & Warburg/New York Graphic Society, 197